# Роксан Джордж-Вілтшир
Роксан Джордж-Вілтшир — гаянський адвокат і юрист, вона обіймає посаду головного судді Гаяни з 2017 року. 

## Кар'єра
31 січня 2019 року вона винесла постанову щодо загальних виборів у Гаяні 2020 року. Пізніше вона підтвердила результати виборів.